# Романенко Ілля Никанорович
Ілля́ Никано́рович Романе́нко (20 липня (2 серпня) 1909, Майданівка, нині — Бучанський район, Київської області — 28 вересня 1982, Київ) — український науковець, фахівець у галузі економіки і організації сільського господарства та тваринництва.

## Життєпис
Народився 2 серпня 1909 року у селі Майданівка на Київщині у селянській родині.
У 1932 році закінчив Київський зоотехнічний інститут. По закінченню інституту працював зоотехніком Райземвідділу Житомирської області. 1932—1934 роки навчання в аспірантурі Київського зоотехнічного інституту. Старший зоотехнік Наркомзему УСРР (1934–1937). Редактор, головний редактор, заступник директора Укрсільгоспвидаву, водночас доцент Київського ветеринарного інституту (1937–1941). Уповноважений Наркомзему УРСР по Краснодарському краю (1941–1942). Начальник Управління конярства Наркомзему Чечено-Інгушської АРСР (1942). Начальник відділу розподілу молодих спеціалістів, начальник бюро агрозоотехпропаганди Наркомзему СРСР (1942–1943). Старший науковий співробітник, завідувач відділу, заступник директора з наукової роботи Інституту Економіки АН УРСР (1943–1956). Доктор економічних наук (1953), професор (1953).
З липня 1956 року по вересень 1966 року працював директором Українського науково-дослідного інституту економіки і організації сільського господарства. У 1966–1976 роках завідувач, потім професор кафедри економіки сільського господарства Української сільськогосподарської академії.
У 1956 році Романенка І. Н. обирано членом-кореспондентом ВАСГНІЛ та дійсним членом (академіком) Української академії сільськогосподарських наук, згодом – членом Президії, Головним вченим секретарем та Головою Відділення економіки і організації сільського господарства цієї ж академії. Протягом багатьох років вчений був активним членом ряду спеціалізованих рад по захисту докторських і кандидатських дисертацій, часто виступав офіційним опонентом, брав участь у наукових дискусіях.
У 1958 році заснував наукову школу «Інтенсифікація сільськогосподарського виробництва». 
Помер 28 вересня 1982 року у Києві.

## Наукові дослідження
Наукові дослідження присвячені питанням економіки та організації сільськогосподарського виробництва Української РСР. Розробляв та впроваджував науково обґрунтовані системи ведення сільського господарства, у тому числі із внутрішньорайонною поглибленою спеціалізацією. Запропонував методику єдності трьох систем: землеробства, тваринництва та організаційно-господарських заходів, здатних забезпечувати в сукупності отримання високих кількісних та якісних виробничих показників. Велику увагу приділяв питанням інтенсифікації сільського господарства та його основним складовим: організації, нормування та оплати праці; удосконалення внутрішньоколгоспного та радгоспного керівництва; впровадження нових форм матеріального стимулювання праці. Проводив дослідницьку роботу з питань продуктивного тваринництва.

## Праці
Автор понад 200 друкованих праць, зокрема 40 книг та брошур, серед яких:
- «Високоприбуткова молочно-товарна ферма» (1939);
- «Развитие продуктивного животноводства Украинской ССР» (1957);
- «Опыт разработки научно обоснованной системы ведения хозяйства с внутрирайонной углубленной специализацией» (1960);
- «Экономическая эффективность интенсивных систем земледелия» (1963);
- «Размещение и специализация социализации сельского хозяйства» (1963);
- «Экономика социализации сельского хозяйства» (1966)
- «Итоги и основные направления исследований по организации, нормированию и оплате труда в колхозах и совхозах Украинской ССР» (1966);
- «Интенсификация скотоводства» (співавтор Л. Жигало; 1977).

Також є автором праць з історії сільського господарства України. У своїх працях критично оцінює стан тваринництва в Україні. Декілька праць опубліковано за кордоном.

## Премії, нагороди
- Медаль «За трудову доблесть» (1945)[3];
- Медаль «За доблесну працю у Великій Вітчизняній війні 1941—1945 рр.» (1945)[3];
- Орден «Знак Пошани» (1954)[2];
- Орден Трудового Червоного Прапора (1958)[2];
- срібна медаль комітету Ради ВДНГ (1963)[3];
- Орден «Знак Пошани» (1966)[2];
- Медаль «В ознаменування 100-річчя з дня народження Володимира Ілліча Леніна» (1970)[3].